# La Palma (TV-serie)
La Palma är en norsk dramaserie som hade premiär den 12 december 2024 på strömningstjänsten Netflix. Serien som består av fyra avsnitt är regisserad av Kasper Barfoed efter ett manus skrivet av Harald Rosenløw Eeg och Lars Gudmestad.

## Handling
Serien handlar om en norsk familj som är på semester på La Palma som hotas av en katastrof när en forskare hittar oroväckande tecken på ett nära förestående vulkanutbrott.

## Rollista (i urval)
- Anders Baasmo - Fredrik
- Ingrid Bolsø Berdal - Jennifer Uvdal
- Thea Sofie Loch Næss - Marie Ekdal
- Thorbjørn Harr - Jens Uvdal
- Ólafur Darri Ólafsson - Haukur
- Johannes Joner - Arnt
- Jorge de Juan - Álvaro
- Iselin Shumba - Karin
- Amund Harboe - Erik Ekdal